# 1964 год в автомобилестроении
Список событий в автомобилестроении в 1964 году:

## События

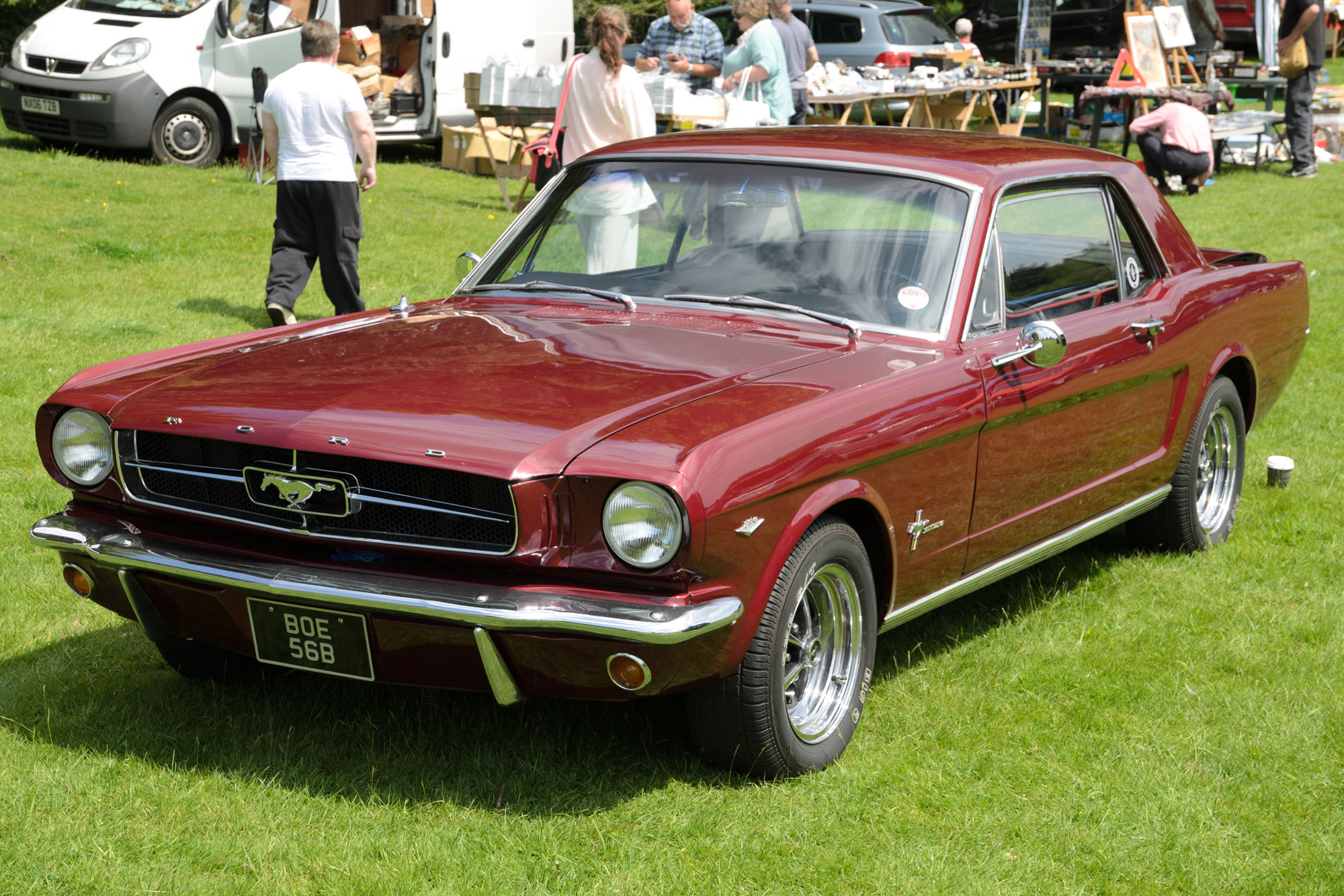
1964 Ford Mustang

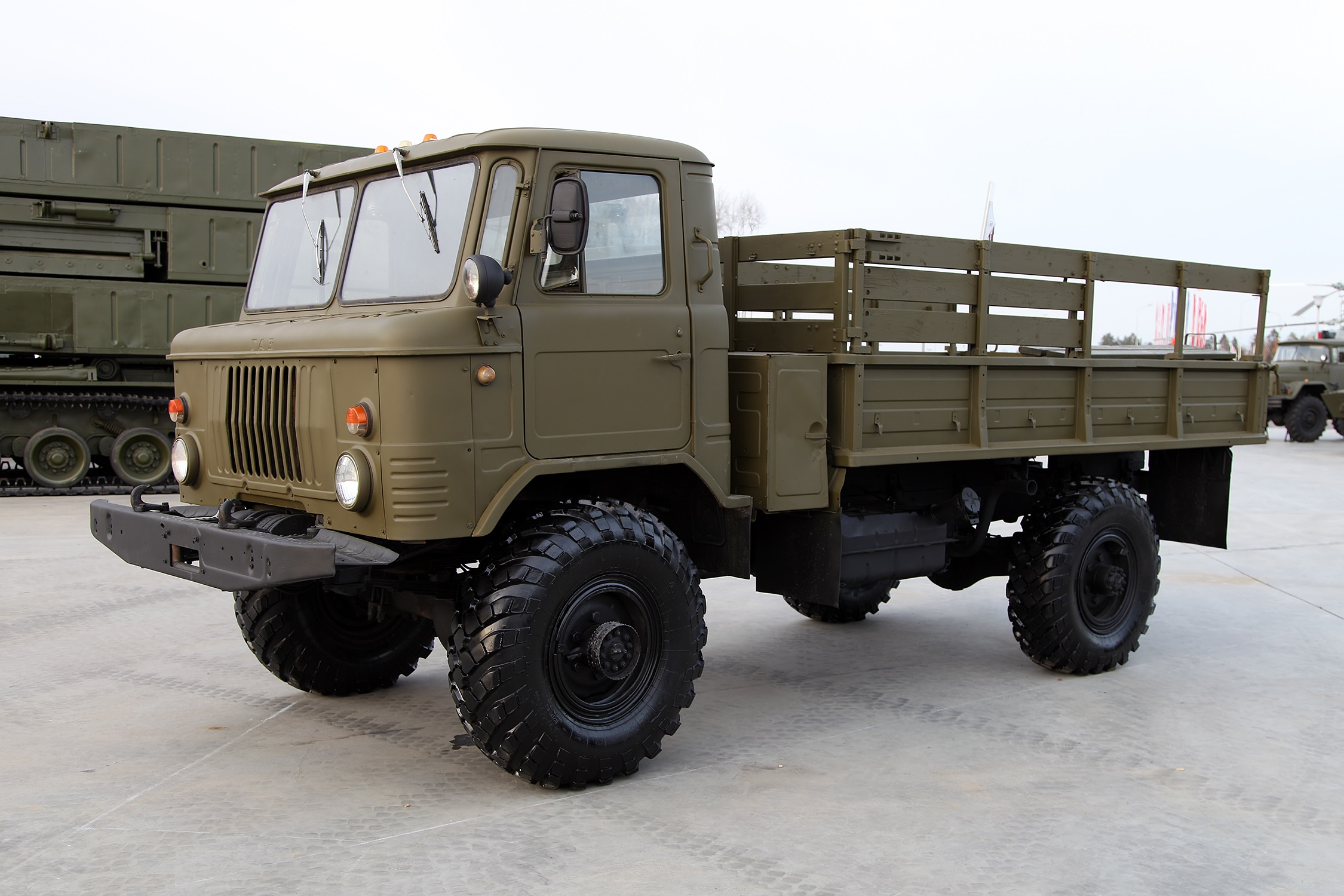
ГАЗ-66

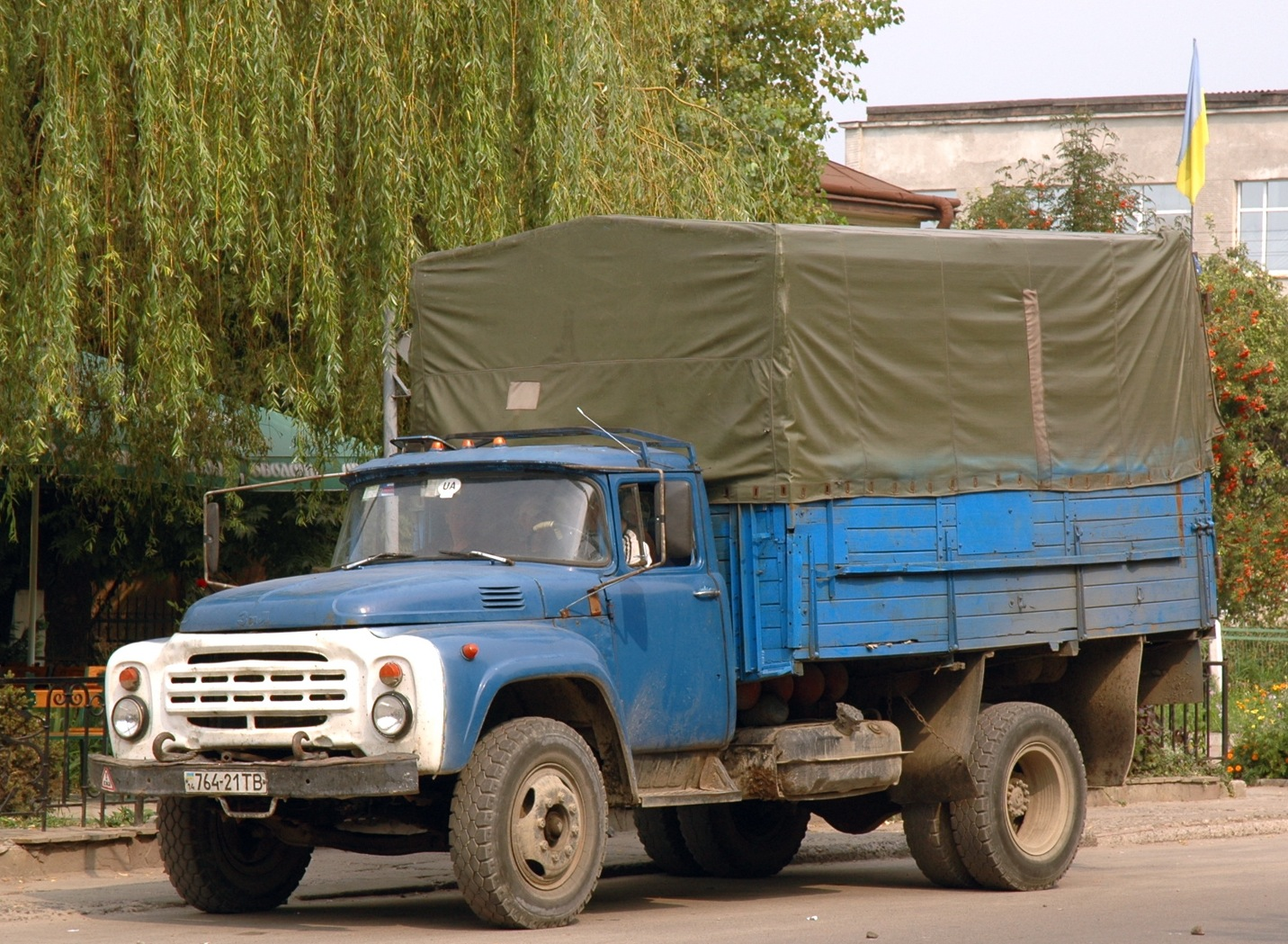
ЗИЛ-130

### Январь
- 15 — в городе Пуэбла создан Volkswagen de México[англ.][1], именно здесь в 2003 году был собран самый последний «Жук».

### Февраль
- 6 — корпорация Ford выпустила пресс-релиз, подписанный вице-президентом Ли Якоккой, в котором говорилось о том, что этой весной будет представлена новая линейка автомобилей под название Mustang… и что никакие дополнительные подробности не будут раскрыты до момента ее публичного представления[2].

### Апрель
- 11 — стартовало производство Škoda 1000 MB на серьёзно модернизированном заводе в Млада-Болеслав. Этот автомобиль стал прародителем целого семейства заднемоторных моделей Škoda, выпускавшихся до конца 1990-х годов[3].
- 17 — Ford Mustang был официально представлен широкой публике на Международной выставке в Нью-Йорке[англ.][2].
- 30 — изготовлена первая партия грузовых автомобилей ГАЗ-53А грузоподъёмностью 4 тонны[4].

### Июль
- 1 — начался серийный выпуск полноприводного грузового автомобиля повышенной проходимости ГАЗ-66, который производился до 1999 года, всего было собрано 964 979 машин[4].

### Август
- 2 — на Гран-при Германии состоялся дебют компании Honda в гонках Формулы 1. Гоночный автомобиль RA271, полностью разработанный специалистами Honda, с Ронни Бакнемом за рулём сошёл за три круга до финиша, двигаясь на девятом месте[5].

### Октябрь
- 1 — начало массового выпуска грузовиков ЗИЛ-130, одного из самых распространённых автомобилей советского автопрома[6].
- 29 — родился Стив Маттин, британский автомобильный дизайнер, с 2011 по 2020 год главный дизайнер АвтоВАЗа, до этого работавший на Mercedes и Volvo[7].

### Декабрь
- 16 — Volkswagen приобрёл контрольный пакет акций Auto Union, после ряда преобразований превратив это приобретение в Audi в 1985 году[8].
- 24 — выпущен последний ЗИЛ-164А, послевоенная «рабочая лошадка» СССР[6].